# État du Dai
315–376
Dai, également traduit par Tai et parfois connu dans l'historiographie sous le nom de Tuoba Dai est un État dynastique de Chine fondé par la maison Tuoba d'origine Xianbei. Le Dai se situe près du comté moderne de Horinger de Hohhot, Mongolie intérieure. Les Tuoba dirigent l'État à partir de 220 jusqu'à ce qu'il devienne un royaume indépendant entre 386 et 395 à l'époque des Seize Royaumes.

## Nom
Selon la tradition transmise par le livre des Wei, Huángdì aurait donné les territoires septentrionaux proches du Mont Da Xianbei à une ethnie qui nomme alors la région Dai en fonction du nom des montagnes.

## Histoire
Selon le livre des Wei, 77 générations de dirigeants se succèdent après que Huángdì en ait donné la gouvernance. Cependant, il ne s'y trouve aucune mention chronologique à leur sujet. Le premier dirigeant identifiable est Tuoba Liwei qui gouverne durant la première ère Huangchu de Cao Pi, en 220 ou 221. Il gouverne l'État depuis Shengle (actuel district de Horinger). Il entretient de bonnes relations avec les Wei à qui il envoie son héritier, Tuoba Shamohan, pour étudier les coutumes de la court. Ce dernier y devient officier et aide l'empereur à développer les contacts culturels et commerciaux extérieurs. Cependant, il est tué avant de pouvoir diriger le Dai. Un autre fils, Tuoba Xilu, lui succède en 278 et jusqu'en 287. Il fait face à beaucoup d'instabilités intérieures. Un autre fils de Tuoba Liwei lui succède de 287 à 294. Tuoba Fu, un fils de Tuoba Shamohan, lui succède jusqu'en 305. À sa mort, Tuoba Luguan, un autre fils de Tuoba Liwei, divise l'État en trois parties.
Les lignées de successions continuent depuis la descendance de Tuoba Shamohan et dirigent les trois parties du Dai. Tuoba Yili qui dirige la partie centrale finit par survivre à plusieurs descendants et hérite des deux autres parties. Il devient un vassal de la dynastie Jin de l'Est qui le nomme prince de Dai. À sa mort, les successeurs dirigent de nouveau l'entièreté du Dai. Une période de trouble importante a lieu à l'accession de Tuoba Shenyijian, le fils cadet de Tuoba Yulü. Tuoba Shenyijian tente de faire valoir ses prétentions au titre d'Empereur universel et adopte le nom de Jianguo (fondateur de l'État). Il gouverne de 338 à 376. En 377, son héritier Tuoba Gui dirige alors qu'il n'a que six ans. Il n'est pas en mesure de s'opposer à l'attaque de Fú Jiān et est capturé. Cependant, en 383, à la suite de la défaite des Qin antérieur, il est libéré et s'auto-proclame Dai Wang (Roi de Dai), adoptant le nom de Dengguo. Quelques mois plus tard, il se proclame Wei Wang (Roi des Wei) et fonde la dynastie Wei du Nord.sous le nom de Wei du Nord.

## Dirigeants Tuoba
| Nom posthume | Nom personnel   | Période de règne   | Autre                       |
| ------------ | --------------- | ------------------ | --------------------------- |
| Shenyuan     | Tuoba Liwei     | 219–277            | Nom du temple : Shizu 始祖  |
| Zhang        | Tuoba Xilu      | 277–286            |                             |
| Ping         | Tuoba Chuo      | 286–293            |                             |
| Si           | Tuoba Fu        | 293–294            |                             |
| Zhao         | Tuoba Luguan    | 294–307            |                             |
| Huan         | Tuoba Yituo     | 295–305            |                             |
| Mu           | Tuoba Yilu      | 295–316            |                             |
| –            | Tuoba Pugen     | 316                |                             |
| –            | Tuoba (...)     | 316                |                             |
| Pingwen      | Tuoba Yulü      | 316–321            |                             |
| Hui          | Tuoba Heru      | 321–325            |                             |
| Yang         | Tuoba Hena      | 325–329 et 335–337 |                             |
| Mensonge     | Tuoba Yihuai    | 329–335 et 337–338 |                             |
| Zhaocheng    | Tuoba Shiyiqian | 338–376            | Nom de l'ère : Jianguo 建國 |